# Стронг, Дэнни
Дэниел В. «Дэнни» Стронг (англ. Daniel W. "Danny" Strong; род. 6 июня 1974) — американский актёр, сценарист, продюсер кино и телевидения и кинорежиссёр. Как актёр он наиболее известен по ролям Джонатана Левинсона в сериале «Баффи — истребительница вампиров» и Дойла Макмастера в сериале «Девочки Гилмор». Он также написал сценарии для «Пересчёта», адаптации HBO «Игра изменилась», «Дворецкого» Ли Дэниелса и двухсерийного финала кинотрилогии «Голодные игры»: «Сойка-пересмешница. Часть 1» и «Сойка-пересмешница. Часть 2». Стронг также является одним из создателей, исполнительным продюсером и сценаристом сериала канала Fox «Империя».
Стронг выиграл две премии «Эмми», две премии Гильдии сценаристов США, премию Гильдии продюсеров США и «NAACP Image Award».

## Ранняя жизнь
Стронг вырос в Манхэттен-Бич (Калифорния) в еврейской семье (литовского, русского и польского происхождения). Начал заниматься актёрством в юном возрасте. Он брал в аренду видео из Video Archives и подружился с Квентином Тарантино, который работал там клерком. «Я, бывало, в буквальном смысле, садился и болтал с ним в течение 45 минут о фильмах, и он переключил меня на те фильмы, которые десятилетки не смотрят.» Стронг учился в средней школе "Мира Коста", а затем обучался кино и театральному искусству в Университете Южной Калифорнии.

## Карьера

### Актёрство
Стронг известен как исполнитель роли Джонатана Левинсона в телесериале «Баффи — истребительница вампиров» и Дойла Макмастера, в сериале «Девочки Гилмор», а также появился в таких фильмах как «Плезантвиль», «Опасные мысли», «Фаворит», пародии «Ну очень страшное кино», а также в фильме «Сидни Уайт» в роли ворчуна Гаркина. Он снимался также в таких ситкомах, как «Сайнфелд», «Бестолковые», «Третья планета от Солнца», «Дом, в котором всё вверх дном», «Анатомия страсти» и «Как я встретил вашу маму»; читал лекции на курсах актёрского мастерства о том, как найти работу в качестве актёра. Стронг появлялся в популярном сериале AMC «Безумцы» в роли Дэнни Сигела, молодого человека без таланта, пытающегося пробраться в рекламную индустрию, затем делающего карьеру в Голливуде. Стронг снялся в третьем и четвёртом сезонах сериала HBO «Девчонки», а также появился в пятом и шестом сезонах «Правосудия» в роли Альберта Фенкуса, надзирателя в тюрьме для насильников.

### Сценарии
В 25 лет, в надежде исполнить главную роль в своём фильме, Стронг написал сценарий к чёрной комедии о двух людях, которые за квартиру убивают престарелого человека. Фильм так и не был поставлен, но желание стать сценаристом не прошло. Первым успешным сценарием Стронга стал «Пересчёт», фильм о Выборах США 2000 года, созданный на HBO и снятый режиссёром Джеем Роучем. В фильме снялись Кевин Спейси, Лора Дерн, Денис Лири, Джон Хёрт и Том Уилкинсон, а его премьера состоялась 25 мая 2008 года. Сценарий поставили на первое место в Чёрном списке Голливуда 2007 года, в разделе «наиболее понравившихся», но неспродюсированных сценариев. В 2008 году Стронг был номинирован на премию «Эмми» в категории лучший сценарий мини-сериала, фильма или драматической программы за фильм «Пересчёт». Фильм был номинирован на лучший мини-сериал или телефильм на 66-й церемонии «Золотого глобуса» и выиграл премию «Эмми» за лучший телефильм, а также премию Гильдии сценаристов США за лучший оригинальный сценарий для телефильма.
В 2012 году Стронг написал сценарий фильма "Игра изменилась" по одноимённому роману Джона Хейлиманна и Марка Хэлперина. Фильм вышел в эфир на канале HBO 10 марта 2012 года, главную роль в нём исполнила Джулианна Мур. В том же году он выиграл премию «Эмми» за лучший сценарий мини-сериала, фильма или драматической программы. Фильм был также удостоен премии «Пибоди», которая присуждается за выдающуюся достижения радио- и телевизионным станциям, кабельным сетям, продюсерским организациям и частным лицам.
В феврале 2012 года Стронга привлекли к написанию сценария для киноадаптации «Утраченного символа» Дэна Брауна, но его производство с 2013 года было приостановлено.
Затем Стронг написал сценарий к фильму «Дворецкий». Главные роли в фильме исполнили Опра Уинфри и Форест Уитакер, а режиссёром стал Ли Дэниелс. Сценарий был в Чёрном списке Голливуда 2010 года. Фильм был выпущен в августе 2013 года и собрал более $100 миллионов в американском прокате. В этом фильме Стронг исполнил эпизодическую роль.
Я пишу персонажей каждой расы, пола и сексуальной ориентации. Я пишу некоторых персонажей, которые являются животными. Это просто моя работа. Для меня, писать «Империю» не сложнее, чем Сару Пэйлин [в «Игра изменилась»]. ... В смысле ведь, я не республиканец с Аляски.
В декабре 2013 года Стронг запланировал написание нового сценария к киноадаптации мюзикла «Парни и куколки», премьера которого состоялась на Бродвее ещё в 1950 году.
В 2014 году Стронг (совместно с Дэниелсом) создал телесериал «Империя», в котором он является сценаристом и режиссёром нескольких эпизодов.
Стронг является также одним из сценаристов двухсерийной «Сойки-пересмешницы» и финала цикла «Голодные игры», «Часть 1» которого была выпущена 21 ноября 2014 года, а «Часть 2» — 20 ноября 2015 года.

### Режиссура
Режиссёрским дебютом Стронга стал фильм "За пропастью во ржи".

## Награды и номинации
| Года | Награда                                    | Категория                                                                                           | Работа                                     | Результат |
| ---- | ------------------------------------------ | --------------------------------------------------------------------------------------------------- | ------------------------------------------ | --------- |
| 2016 | NAACP Image Award                          | Лучший драматический сериал                                                                         | «Империя»                                  | Победа    |
| 2016 | NAACP Image Award                          | Лучший сценарий драматического сериала                                                              | «Империя»                                  | Номинация |
| 2016 | Critics Choice Award                       | Лучший драматический сериал                                                                         | «Империя»                                  | Номинация |
| 2016 | Золотой глобус                             | Лучший телесериал — Драма                                                                           | «Империя»                                  | Номинация |
| 2015 | Премия TCA                                 | Программа года                                                                                      | «Империя»                                  | Победа    |
| 2015 | Премия AFI                                 | Телепрограмма года                                                                                  | «Империя»                                  | Победа    |
| 2014 | NAACP Image Award                          | Лучший сценарий в фильме                                                                            | «Дворецкий»                                | Номинация |
| 2014 | Приз центра Pell за сюжет на публике       | Признание современного рассказчика, чьи работы оказали значительное влияние на общественный диалог. | «Игра изменилась», «Пересчёт», «Дворецкий» | Победа    |
| 2013 | Золотой глобус                             | Лучший мини-сериал или телефильм                                                                    | «Игра изменилась»                          | Победа    |
| 2013 | Премия Гильдии продюсеров США              | Лучший продюсер телевидения в крупной форме                                                         | «Игра изменилась»                          | Победа    |
| 2013 | Премия Гильдии сценаристов США             | Крупная форма — оригинальная                                                                        | «Игра изменилась»                          | Победа    |
| 2013 | Премия центра PEN США                      | Лучший телесценарий                                                                                 | «Игра изменилась»                          | Победа    |
| 2012 | Прайм-таймовая премия «Эмми»               | Лучший мини-сериал или фильм                                                                        | «Игра изменилась»                          | Победа    |
| 2012 | Прайм-таймовая премия «Эмми»               | Лучший сценарий мини-сериала, фильма или драматической программы                                    | «Игра изменилась»                          | Победа    |
| 2012 | Американский институт киноискусства Top 10 | Телепрограмма года                                                                                  | «Игра изменилась»                          | Победа    |
| 2009 | Премия Гильдии сценаристов США             | Крупная форма — оригинальная                                                                        | «Пересчёт»                                 | Победа    |
| 2008 | Прайм-таймовая премия «Эмми»               | Лучший сценарий мини-сериала, фильма или драматической программы                                    | «Пересчёт»                                 | Номинация |
| 2008 | Американский институт киноискусства Top 10 | Телепрограмма года                                                                                  | «Пересчёт»                                 | Победа    |